# Movimento dell'Alleluia
Il movimento dell'Alleluia, noto anche come "la grande devozione", fu una manifestazione a carattere religioso sviluppatasi nel 1233 nell'Italia centro-settentrionale. Sorto nella primavera di quell'anno come uno spontaneo moto di fervore religioso popolare, con il contributo degli ordini mendicanti francescani e domenicani, si trasformò ben presto sia in un'azione moralizzatrice e pacificatrice all'interno di varie realtà cittadine comunali, sia in una vera e propria azione antiereticale.
Su pressione degli ordini mendicanti, in particolare dei domenicani, vennero riformate alcune legislazioni statutarie comunali, inserendo non solo norme contro l'usura, il lusso e i costumi licenziosi, ma anche rigorose disposizioni antiereticali. In particolare, i domenicani Giovanni e Bartolomeo da Vicenza e il francescano Gerardo di Modena arrivarono a sostituire temporaneamente il podestà di Parma, rivedendo gli statuti cittadini, nei quali inclusero, oltre a leggi in favore dei poveri e per la pace civile, anche l'espulsione o l'esecuzione di eretici, sodomiti e altri trasgressori della morale. I frati coinvolti nel movimento dell'Alleluia trovarono ispirazione e sostegno nell'energica politica di lotta contro le eresie promossa dal papa Gregorio IX.
Il movimento si esaurì rapidamente nel corso dello stesso anno, facendo registrare un gran numero di conversioni, arresti e condanne al rogo in massa di eretici.